# 恋の遮断機
「恋の遮断機 feat.H ZETTRIO」（こいのしゃだんき ふゅーちゃりんぐ えいちぜっとりお）は、新しい学校のリーダーズの楽曲。2018年1月24日に配信限定シングルとしてリリースされた。

## 概要
同年3月リリースのファーストアルバム「マエナラワナイ」の先行シングルとして配信された。前作「キミワイナ'17」より約3か月後のリリースとなる。前作より続く「裏切り」シリーズの第2弾とされ、H ZETTRIOとのコラボ曲となっている。
恋敵となった親友を踏切における「遮断機」に例えた内容となっている。メインボーカルはSUZUKAで、恋のライバルとなった友人のパートをMIZYUが歌唱している。ミュージック・ビデオは全編モノトーン調の映像になっており、よく見ればなんとなく分かるという「踏切ダンス」を披露している。
ライブでは、歌唱前にこの曲の導入部となる短い寸劇が披露される場合があり、SUZUKAとMIZYUの友情に亀裂が入る様子が描かれる。アメリカで初めて行われたワンマンライブでは、この寸劇を英語で演じた。

## 関連作品
- マエナラワナイ